# Hoplacephala retroseta
Hoplacephala retroseta är en tvåvingeart som först beskrevs av Villeneuve 1913.  Hoplacephala retroseta ingår i släktet Hoplacephala och familjen köttflugor. Inga underarter finns listade i Catalogue of Life.